# 史家寨乡
史家寨乡，是中华人民共和国河北省保定市阜平县下辖的一个乡镇级行政单位。

## 行政区划
史家寨乡下辖以下地区：
史家寨村、上东漕村、定家庄村、葛家台村、北辛庄村、段庄村、铁岭口村、口子头村、场坊村、草垛沟村、凹里村、槐场村、红土山村和董家村。